# The Last Narc (serie de televisión)
The Last Narc es una serie documental sobre la muerte en 1985 del agente estadounidense de la DEA, Enrique Camarena. La serie entrevista a agentes de la DEA y testigos de la muerte de Camarena, quienes afirman que fue asesinado por capos de la droga mexicanos, con la complicidad de la CIA. La serie fue lanzada por Amazon Prime Video el 31 de julio de 2020. 

## Sinopsis
La docuserie relata la historia de la investigación de la agente de la DEA Kiki Camarena sobre los capos de la droga de los cárteles mexicanos, incluidos Miguel Ángel Félix Gallardo, Ernesto Fonseca Carrillo y Rafael Caro Quintero, su muerte a manos de los capos de la droga y la CIA, y las relaciones de la DEA que siguieron a la muerte de Camarena. Cuenta entre otros con los testimonios del exagente de la DEA Héctor Berellez, quien lideró la investigación del asesinato de Camarena en la Operación Leyenda; Phil Jordan, exdirector de Inteligencia de la DEA; Mike Holm, agente residente de la DEA a cargo en Guadalajara cuando Camarena fue secuestrado; y Manny Medrano, ex fiscal adjunto de Estados Unidos y fiscal principal en el caso Camarena.
Según el relato de la esposa de Camarena y exagentes de la DEA Phil Jordan y Mike Holm, Camarena le costó a los cárteles miles de millones de dólares cuando sus investigaciones llevaron al Ejército mexicano a incendiar Rancho Búfalo, una importante plantación de marihuana. Camarena se ganó más enemigos al descubrir que la CIA estaba trabajando con los cárteles para financiar a los Contras anticomunistas en Nicaragua. La docuserie entrevista al agente de la DEA que encabezó la investigación de la muerte de Camarena. El agente, Héctor Berrellez, afirma que el agente de la CIA Félix Ismael Rodríguez ayudó a torturar a Camerena para averiguar lo que Camarena sabía sobre las conexiones del gobierno de Estados Unidos con los cárteles mexicanos. Según Berrellez, Camarena fue asesinado porque iba a revelar estas conexiones. También se entrevista a empleados y ejecutores de los cárteles que ayudaron a capturar y torturar a Camarena, pero que luego se convirtieron en testigos de la DEA.
La docuserie filma imágenes en la casa donde Camarena fue torturado y asesinado, ahora una escuela primaria. Durante las entrevistas con la esposa de Camarena, ella afirma que cree que ni el gobierno de Estados Unidos ni el de México le dijeron toda la verdad sobre la muerte de su esposo. La CIA ha negado cualquier implicación en la muerte de Camarena.
La serie presenta entrevistas con personas reales involucradas en la vida y la muerte de Camarena.

## Producción
El director del documental, Tiller Russell, investigó el asesinato de Camarena durante 14 años y luego filmó y editó The Last Narc durante dos años. Russell ha mantenido su ubicación en secreto, temiendo por su seguridad. Dijo que después de hacerle una pregunta a Jorge Godoy en una entrevista, Godoy sacó una pistola.
The Last Narc fue producido por Eli Holzman y Aaron Saidman.

## Recepción
The Daily Beast reseñó favorablemente The Last Narc, calificándolo de "una amplia exposición sobre la enredada relación entre la CIA, el gobierno mexicano, la DFS (la policía secreta de México, creada por la CIA) y los cárteles".
Según CE Noticias Financieras, con sede en Florida, The Last Narc "es notable" por abordar la historia de la muerte de Camarena más allá de las narrativas patrióticas ordinarias de los gobiernos de Estados Unidos y México. El periódico escribe que The Last Narc presenta un argumento convincente sobre la muerte de Camarena: "De manera contundente, este trabajo de Amazon también establece algo que ya se ha ventilado antes: el Cártel de Sinaloa fue una creación del régimen priista a través de la DFS y la DFS, a su vez, fue una creación de la CIA".
David Hathaway, un agente de la DEA que trabajó en Sudamérica junto a Phil Jordan y Mike Holm, respaldó la serie.

## Pleito
El 21 de diciembre de 2020, James Kuykendall, exjefe de una oficina de campo de la DEA en México, demandó a Amazon y a los creadores del documental, alegando que lo mostraba como cómplice del asesinato de Kiki Camarena. Amazon eliminó la serie brevemente de la vista, pero luego la restauró. Tras el inicio del proceso de descubrimiento, Kuykendall desestimó voluntariamente la demanda.